# Banca di riserva dello Zimbabwe
La Reserve Bank of Zimbabwe è la banca centrale dello Zimbabwe.

## Storia
Le storia della banca va fatta risalire alla "Bank of Rhodesia and Nyasaland", fondata nel marzo 1956, che a sua volta era succeduta al "Central Currency Board".
La Reserve Bank ha continuato a funzionare, ed è cresciuta per competenze e personale, attraverso una serie di modifiche alla sovranità e alla struttura governativa nella Rhodesia e nello Zimbabwe. L'edificio in cui attualmente opera venne ufficialmente inaugurato dal Presidente Robert Mugabe il 31 maggio 1996.

## Struttura
La legge istitutiva della Reserve Bank of Zimbabwe prevede un consiglio di amministrazione e un governatore. Il governatore, assistito da tre delegati, è responsabile per l'amministrazione e il funzionamento quotidiani della banca. L'attuale governatore è Gideon Gono.
Il governatore e i suoi tre delegati sono designati dal presidente per mandati quinquennali rinnovabili. Il governatore ha anche la funzione di presidente del consiglio d'amministrazione. Il consiglio d'amministrazione include i tre delegati e un massimo di sette altri consiglieri non esecutivi, allo scopo di rappresentare i settori chiave dell'economia.

## Funzioni
Il ruolo più importante della Reserve Bank è quello di creare ed emanare le politiche monetarie. Come unico produttore di banconote e monete dello Zimbabwe, regola la quantità di valuta in circolazione. Inoltre la Reserve Bank si occupa delle riserve (auree e non) del paese, svolge una funzione consultiva nei confronti del governo e fornisce al governo servizi bancari giornalieri.

## Rilevanza
A causa dell'instabilità delle condizioni economiche e del fallimento nel controllo dell'inflazione, alcuni economisti hanno proposto che la Reserve Bank venga abolita.